# Bruno Barticciotto
Bruno Barticciotto Di Bartolo (Santiago, 7 de mayo de 2001) es un futbolista profesional chileno que se desempeña como delantero y actualmente milita en Santos Laguna de la Primera División de México.

## Vida personal
Nació el 7 de mayo de 2001 en Santiago, Chile, hijo del exjugador argentino Marcelo Barticciotto. Está emparejado desde 2021 con Catalina Sierra, hija del exfutbolista José Luis Sierra Pando.

## Trayectoria
Inició sus primeros pasos en el fútbol en Colo Colo, cuando su padre era técnico del primer equipo, hasta que la edad de ocho años, se integró a las series menores de Universidad Católica.

### Universidad Católica
Firma su primer contrato como profesional en octubre de 2019, que lo vincularía al elenco cruzado hasta junio de 2022, además de ser promovido al primer equipo para la temporada 2020 por el técnico Ariel Holan. Recibió su primera citación en el club en la semifinal de Copa Chile, cuando el cuadro cruzado se enfrentó a Colo Colo. En la primera división de Chile fue citado cuando se enfrentó Universidad Católica contra Deportes Iquique, sin embargo, sufrió distensión muscular que lo marginó del compromiso. En el ámbito internacional fue incluido en la lista de los 30 jugadores inscritos para disputar la Copa Libertadores 2020, su primer compromiso fue de suplente en el partido del 3 de marzo de 2020 frente a Internacional de Porto Alegre en la derrota 3 a 0 de la escuadra cruzada.

### Palestino
Fue enviado a préstamo en 2021 a Palestino para la temporada 2021. Hizo su debut profesional el 28 de marzo de 2021, marcando un gol y una asistencia en la derrota de Palestino por 2 a 4 frente Antofagasta por la primera fecha de la Primera División de Chile 2021.

### Retorno a Universidad Católica
El 3 de enero de 2022, se confirmó su regreso a la Universidad Católica después de su cesión en Palestino, esto tras iniciar la pretemporada con el club. Su primer encuentro con la franja fue el 13 de febrero por la fecha 2 de la Primera División, jugando seis minutos tras ingresar de cambio por Juan Leiva en el triunfo 2 a 1 de su club frente a Unión Española.

### Regreso a Palestino
Durante la intertemporada de 2022, ante la falta de minutos después de su regreso a Universidad Católica, el nuevo cuerpo técnico le anuncia al jugador que no contaba con el para el segundo semestre, a lo que se empezó a negociar cesiones con distintos clubes, de los cuales salió nuevamente como beneficiado Palestino, que acordó con el club y el jugador una cesión hasta fines de la temporada 2022.
Tras el fin de dicha cesión, Palestino ejecutó una opción de compra por el 50% de los derechos económicos del jugador.

### Talleres de Córdoba
El 18 de agosto de 2023 es anunciada su transferencia a Talleres de Córdoba de la Primera División de Argentina, en un contrato hasta fines de la temporada 2027.

## Selección nacional

### Selecciones menores
En febrero de 2020, recibió la primera nómina para el microciclo de la Selección de fútbol sub-20 de Chile liderada por Patricio Ormazábal, en mira del Sudamericano de 2021.

### Selección absoluta
En marzo de 2023, fue nominado por el entrenador Eduardo Berizzo para formar parte de la Selección adulta, para la fecha FIFA del mismo mes, donde Chile jugara con su similar de Paraguay, partido donde integró el banco de suplentes. El 8 de junio de 2023, fue nuevamente nominado, para los partidos ante las selecciones de Cuba, República Dominicana y Bolivia. El 16 de junio del mismo año fue su debut oficial por la selección chilena. Jugando el amistoso contra la selección de República Dominicana, partido en el cual anotó 2 goles.

### Partidos internacionales
Actualizado hasta el 16 de junio de 2023.
| Partidos internacionales | Partidos internacionales | Partidos internacionales               | Partidos internacionales | Partidos internacionales | Partidos internacionales | Partidos internacionales | Partidos internacionales | Partidos internacionales | Partidos internacionales |
| N.º                      | Fecha                    | Estadio                                | Local                    | Resultado                | Visitante                | Goles                    | Asistencias              | DT                       | Competición              |
| ------------------------ | ------------------------ | -------------------------------------- | ------------------------ | ------------------------ | ------------------------ | ------------------------ | ------------------------ | ------------------------ | ------------------------ |
| 1                        | 16 de junio de 2023      | Estadio Sausalito, Viña del Mar, Chile | Chile                    | 5-0                      | República Dominicana     | Anotado · Anotado        | 25' a Ben Brereton       | Eduardo Berizzo          | Amistoso                 |
| Total                    | Total                    | Total                                  | Presencias               | 1                        | Goles                    | 2                        |                          |                          |                          |

| Selección chilena | Selección chilena | Selección chilena | Selección chilena |
| Año               | Partidos          | Goles             | Asistencias       |
| ----------------- | ----------------- | ----------------- | ----------------- |
| 2023              | 1                 | 2                 | 1                 |
| Total             | 1                 | 2                 | 1                 |

## Estadísticas

### Clubes
| Club                          | Div.          | Temporada     | Liga  | Liga  | Liga   | Copas Nacionales | Copas Nacionales | Copas Nacionales | Torneos Internacionales | Torneos Internacionales | Torneos Internacionales | Total | Total | Total  |
| Club                          | Div.          | Temporada     | Part. | Goles | Asist. | Part.            | Goles            | Asist.           | Part.                   | Goles                   | Asist.                  | Part. | Goles | Asist. |
| ----------------------------- | ------------- | ------------- | ----- | ----- | ------ | ---------------- | ---------------- | ---------------- | ----------------------- | ----------------------- | ----------------------- | ----- | ----- | ------ |
| Palestino · Chile             | 1.ª           | 2021          | 25    | 2     | 3      | 6                | 3                | 1                | 6                       | 0                       | 1                       | 37    | 5     | 5      |
| Universidad Católica · Chile  | 1.ª           | 2022          | 5     | 0     | 0      | —                | —                | —                | 2                       | 0                       | 1                       | 7     | 0     | 1      |
| Universidad Católica · Chile  | Total club    | Total club    | 5     | 0     | 0      | 0                | 0                | 0                | 2                       | 0                       | 1                       | 7     | 0     | 1      |
| Palestino · Chile             | 1.ª           | 2022          | 14    | 7     | 1      | 1                | 0                | 0                | —                       | —                       | —                       | 15    | 7     | 1      |
| Palestino · Chile             | 1.ª           | 2023          | 14    | 3     | 1      | 2                | 1                | 1                | 7                       | 1                       | 0                       | 23    | 5     | 2      |
| Palestino · Chile             | Total club    | Total club    | 53    | 12    | 5      | 9                | 4                | 2                | 13                      | 1                       | 1                       | 75    | 17    | 8      |
| Talleres de Córdoba Argentina | 1.ª           | 2023          | —     | —     | —      | 8                | 0                | 0                | —                       | —                       | —                       | 8     | 0     | 0      |
| Talleres de Córdoba Argentina | 1.ª           | 2024          | 22    | 7     | 2      | 3                | 0                | 0                | 5                       | 0                       | 0                       | 30    | 7     | 2      |
| Talleres de Córdoba Argentina | Total club    | Total club    | 22    | 7     | 2      | 11               | 0                | 0                | 5                       | 0                       | 0                       | 38    | 7     | 2      |
| Santos Laguna · México        | 1.ª           | 2025          | 10    | 6     | 0      | —                | —                | —                | —                       | —                       | —                       | 10    | 6     | 0      |
| Santos Laguna · México        | 1.ª           | 2025-26       | 3     | 2     | 0      | —                | —                | —                | 1                       | 0                       | 0                       | 4     | 2     | 0      |
| Santos Laguna · México        | Total club    | Total club    | 13    | 8     | 0      | 0                | 0                | 0                | 1                       | 0                       | 0                       | 14    | 8     | 0      |
| Total carrera                 | Total carrera | Total carrera | 93    | 27    | 7      | 20               | 4                | 2                | 21                      | 1                       | 2                       | 134   | 32    | 11     |
| 1. 2. 3.                      |               |               |       |       |        |                  |                  |                  |                         |                         |                         |       |       |        |

### Selecciones
| Selección      | Temporada     | Amistosos | Amistosos | Amistosos | Sudamérica | Sudamérica | Sudamérica | Mundial | Mundial | Mundial | Total | Total | Total  |
| Selección      | Temporada     | Part.     | Goles     | Asist.    | Part.      | Goles      | Asist.     | Part.   | Goles   | Asist.  | Part. | Goles | Asist. |
| -------------- | ------------- | --------- | --------- | --------- | ---------- | ---------- | ---------- | ------- | ------- | ------- | ----- | ----- | ------ |
| Sub-23 · Chile | 2022          | 1         | 0         | 1         | —          | —          | —          | —       | —       | —       | 1     | 0     | 1      |
| Sub-23 · Chile | Total         | 1         | 0         | 1         | 0          | 0          | 0          | 0       | 0       | 0       | 1     | 0     | 1      |
| Adulta · Chile | 2023          | 1         | 2         | 1         | —          | —          | —          | —       | —       | —       | 1     | 2     | 1      |
| Adulta · Chile | Total         | 1         | 2         | 1         | 0          | 0          | 0          | 0       | 0       | 0       | 1     | 2     | 1      |
| Total carrera  | Total carrera | 2         | 2         | 2         | 0          | 0          | 0          | 0       | 0       | 0       | 2     | 2     | 2      |

### Resumen estadístico
| Competición                   | Partidos | Goles | Asistencias |
| ----------------------------- | -------- | ----- | ----------- |
| Primera División de Chile     | 58       | 12    | 5           |
| Primera División de Argentina | 22       | 7     | 2           |
| Primera División de México    | 13       | 8     | 0           |
| Copa Chile                    | 9        | 4     | 2           |
| Copa Argentina                | 2        | 0     | 0           |
| Copa de la Liga Profesional   | 9        | 0     | 0           |
| Copa Libertadores             | 7        | 0     | 1           |
| Copa Sudamericana             | 13       | 1     | 1           |
| Leagues Cup                   | 1        | 0     | 0           |
| Selección Sub-23              | 1        | 0     | 1           |
| Selección adulta              | 1        | 2     | 1           |
| Total                         | 136      | 34    | 13          |

## Palmarés

### Títulos nacionales
| Título           | Equipo                     | País  | Año  |
| ---------------- | -------------------------- | ----- | ---- |
| Primera División | C. D. Universidad Católica | Chile | 2020 |